# Quand tout recommence
Quand tout recommence est le 12e album studio de Tina Arena et le 3e entièrement en français.
Il est sorti le 6 avril 2018. Cet album a atteint la 46e place des charts en Belgique lors de sa sortie et la 62e en France[réf. nécessaire].
Les textes sont de François Welgryn, Pierre-Dominique Burgaud et Pierre Riess.

## Liste des titres
| No  | Titre                 | Auteur                                   | Durée |
| --- | --------------------- | ---------------------------------------- | ----- |
| 1.  | Regarde               | Frédéric Volovitch                       | 3:00  |
| 2.  | La Riviera            | - Delta - François Welgryn               | 3:59  |
| 3.  | L'ombre de ma voix    | - Keren Rose - Régis Ceccarelli          | 3:30  |
| 4.  | Toi blessé            | Antoine Elie                             | 3:44  |
| 5.  | I Was Here            | - Pierre-Dominique Burgaud - Alain Lanty | 2:56  |
| 6.  | Las Vegas             | - Welgryn - William Rousseau             | 3:35  |
| 7.  | Tant que tu es là     | - Alexandra Maquet - Mark Weld           | 3:33  |
| 8.  | Les balles à blanc    | - Pierre Riess - Lanty                   | 2:55  |
| 9.  | Quand tout Recommence | - Caruso - Alexandra Maquet - Mark Hekic | 3:32  |
| 10. | L'empire des lumières | - Delta - Welgryn                        | 3:11  |
| 11. | Parfait               | - Delta - Welgryn                        | 3:17  |